# 夏色あさがおレジデンス
『夏色あさがおレジデンス』（なついろあさがおレジデンス）は2012年6月29日に空中カリカチュアより発売された18禁恋愛アドベンチャーゲームである。
当初、本作は130cmから発売予定だったが、同じビジュアルアーツ傘下の新規ブランドである空中カリカチュアからの発売に変更された。なお、空中カリカチュアは本作のみを最後に活動を停止している。
2017年11月にはアニゲマにて本作のAndroid移植版が配信された。

## あらすじ
（出典：）
主人公・進藤景は文乃絵学園の生徒である。ある日、幼なじみの春日野明に呼び出され、彼女が住む女子寮・あさがお寮を訪れる。この寮は取り壊しが噂されていたため、景は引っ越しの手伝いをする気で明の呼び出しに応じた。しかし明は廃寮に反対しており、景は無理やりATM（あさがお寮をとことん守り抜く)というレジスタンスに参加させられる。
ATMレジスタンスの活動の一環として、一行はラジオの海賊放送を行い、生徒たちの悩み相談を受けて支持率を集めようと画策する。しかし、集まった相談の内容は、殺気あふれるドッジボールへの参加から執行部の金庫やぶりなど、様々なものだった。
はたして、あさがお寮の運命はどうなるのか。

## 登場人物

### ATMレジスタンス
（出典：）
進藤 景（しんどう けい）
文乃絵学園の生徒であり、本作の主人公。明がパンツをはくのが嫌いなため、彼女のスカートが翻らないように守ってきた影の苦労人。
春日野 明（かすがの あくる）
声 - 水霧けいと
景の幼馴染。あさがお寮101号室に住み、ATMレジスタンスを立ち上げた張本人。派手好きで、周囲を巻き込むことが多く、学園執行部からも恐れられる存在。しかし、下着を着るのが苦手で、胸にはさらしが巻いてあり、スカートの下にはパンツをはいていない。
高いところが好きで、キキと屋根の上でゲームの対戦をすることもある。
笹岡 キキ（ささおか きき）
声 - 花野うさぎ
あさがお寮205号室に住む、元電子戦研究会（ゲーム同好会）の部員の少女。神出鬼没で身軽だが、体力はない。
あまりのゲーム好きゆえ、会話にゲーム関連の用語が入る。学校の屋上が立ち入り禁止のため、あさがお寮の屋根の上でのんびりとゲームをすることがお気に入り。
遠野 雛子（とおの ひなこ）
声 - 金松由花
あさがお寮208号室に住む、造園業者の娘。所属していた園芸部が廃止された後も、寮で花を育てている。人と接するのが苦手で、人間除けのトラップを用いることが多い。
チェーンソーを気に入っており、様々な用途に改造したチェーンソーをいくつか持っている。
宮本 葉月（みやもと はづき）
声 - 田中美智
あさがお寮203号室に住む、自称ロッカーの少女。セックスと暴力を愛すると自称しながらも、ヘタレなうえに猥談に敏感な人物でもある。
寮の敷地でライブを行うこともあるが、その実力はいまいち。

### 学園執行部
（出典：）
城ヶ崎 真白（じょうがさき ましろ）
声 - 木野原さやか
学園執行部の会長。変人が多く集まるあさがお寮を取り壊すことで、学園をよくしようとしている。
桑島 羽鳥（くわしま はとり）
声 - 涼森ちさと
学園執行部の会計で、真白の幼馴染にして右腕。
扇 軍司（おうぎ ぐんじ）
声 - KD
学園執行部の書記。学園の裏番頭的な存在で、直属の組織・書記局とともに、真白に隠れて汚れ仕事を行う。

### その他
（出典：）
小笠原 渡（おがさわら わたる）
声 - 天ノ良晴
景の友人。女性には優しく、周りに老若問わず女性がたくさんいれば良いと考えている。ATMレジスタンスには、女性目当てで入った。
轟 周平（とどろき しゅうへい）
声 - 御子神猫
景を慕う後輩。進藤玲のクラスメイトでもある。少女のような外見のため、男らしさを求めて生きてきた。ATMレジスタンスに身を投じる景の姿に感激して美化し、尊敬してくる。
進藤 玲（しんどう れい）
声 - 朝咲そよ
景の妹で重度のブラコン。女子寮であるあさがお寮に景が住まうことを猛反対しており、明に対して特に威嚇するも、明からは大人びた対応をされている。

## スタッフ
- 企画 - 俵藤まこと
- 原画 - 小鳥遊啓、さとうすすむ、chande
- シナリオ - 草薙、西空康誠、歪姫、四方田友

## 関連商品
- 夏色あさがおレジデンス[7]

本作の漫画版。『ブレイドオンライン』にて2013年2月から10月まで連載していた。作画は甘野めぐみ。ISBN 9784800002365。
- Smile 「夏色あさがおレジデンス」 主題歌マキシCD[8]

本作の主題歌を収録したCD。ゲームの発売に先駆け、2012年6月15日に発売した。